# Gernot Endemann
Gernot Endemann (Essen, 1942. június 24. – Hannover, 2020. június 29.) német színész, szinkronszínész.

## Fontosabb filmjei
Mozifilmek
- Herzblatt oder Wie sag' ich's meiner Tochter? (1969)
- Die Engel von St. Pauli (1969)
- Das gelbe Haus am Pinnasberg (1970)
- Unter den Dächern von St. Pauli (1970)
- Willi wird das Kind schon schaukeln (1972)
- Kiálts az ördögre (Shout at the Devil) (1976)
- Long Hello and Short Goodbye (1999)
- Das Lächeln der Tiefseefische (2005)
- Kometen (2005)

Tv-filmek
- A bogáncs (Die Klette) (1987)
- Májusi vihar (Gewitter im Mai) (1987)
- A remény hal meg utoljára (Die Hoffnung stirbt zuletzt) (2002)
- Öröklött boldogság (Geerbtes Glück) (2004)

Tv-sorozatok
- Jan Billbusch (1972, 16 epizódban)
- Tetthely (Tatort) (1972–1999, öt epizódban)
- Fußballtrainer Wulff (1973, 12 epizódban)
- PS – Geschichten ums Auto (1975–1979, 16 epizódban)
- Derrick (1976, egy epizódban)
- Zum kleinen Fisch (1977, 13 epizódban)
- Mandara (1983, 12 epizódban)
- Eine Klasse für sich – Geschichten aus einem Internat (1984–1985, 22 epizódban)
- Éjszakai ügyelet (Médecins de nuit) (1986, két epizódban)
- Der Schatz im Niemandsland (1987, öt epizódban)
- Moselbrücki történet (Moselbrück) (1987–1993, 13 epizódban)
- A vidéki doktor (Der Landarzt) (1989, 2006, két epizódban)
- Paradicsom Szálló (Hotel Paradies) (1990, két epizódban)
- Három a doktor (Freunde fürs Leben) (1995, egy epizódban)
- Két férfi, egy eset (Ein Fall für zwei) (1995, egy epizódban)
- Alfacsapat – Az életmentők (Alphateam - Die Lebensretter im OP) (1997, egy epizódban)
- Egy rendes család (Aus gutem Haus) (2000, egy epizódban)
- Charly – Majom a családban (Unser Charly) (2003, egy epizódban)
- Kisvárosi doktor (Familie Dr. Kleist) (2004, egy epizódban)